# Interiør med kunstnerens staffeli, Bredgade 25
Maleriet Interiør med kunstnerens staffeli, Bredgade 25 af Vilhelm Hammershøi blev solgt for  5.037.500 dollars på auktion hos Christie's i New York City.
Maleriet forestiller et værelse på malerens bopæl i det indre København og blev malet i 1912.
Auktionen fandt sted den 31. oktober 2018, men blev først offentliggjort 9. november 2018.
Maleriet har hverken været på markedet før eller været udstillet. Det har kun været i privat eje.